# 脊萼龙胆
脊萼龙胆（学名：Gentiana praeclara）是龙胆科龙胆属的植物，是中国的特有植物。分布于中国大陆的四川等地，生长于海拔1,500米至4,200米的地区，多生长于草甸、山坡路边或林下，目前尚未由人工引种栽培。